# Pierrot

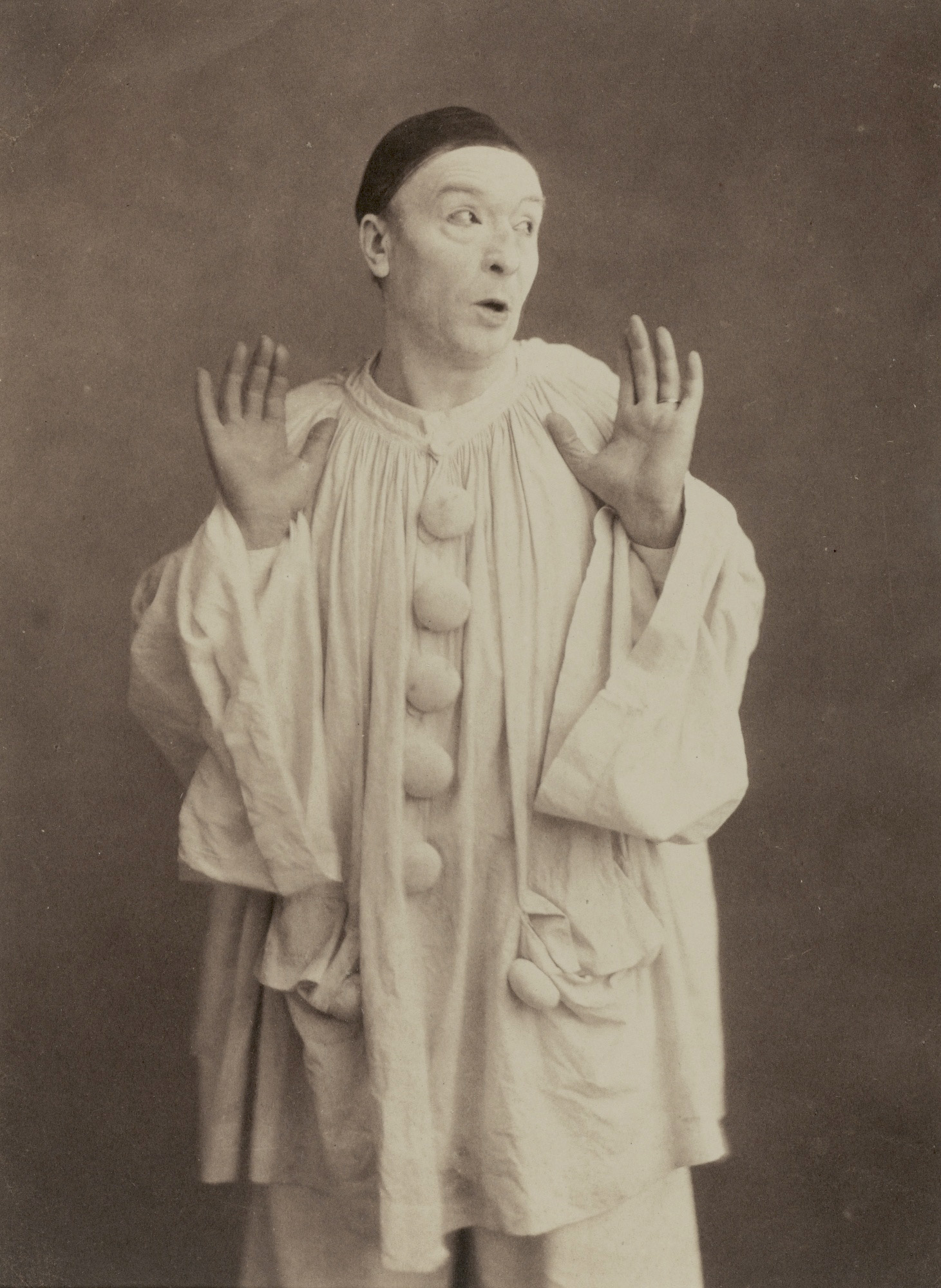
Paul Legrand jako Pierrot (fot. Nadar, ok. 1855)

Pierrot (fr., dosł. „Piotruś”) – jedna z postaci włoskiej commedii dell’arte m.in. obok Arlekina i Scapino, którą rozsławiła pantomima francuska.

## Charakterystyka postaci
Postać smutna i romantyczna.
Znakiem rozpoznawczym była wybielona twarz, często z namalowanymi dużymi czarnymi łzami. Ubrany zwykle w biały strój z ogromnymi czarnymi guzikami.